# Tudo Me Lembra de Ti (livro)
Tudo Me Lembra de Ti é um romance da autora estadunidense Colleen Hoover e teve a sua primeira publicação no dia 18 de janeiro de 2022  pela Montlake e em Portugal a sua primeira edição foi publicada em Fevereiro de 2023 pela TopSeller.
Este livro contou com uma nomeação para o Goodreads Choice Awards na categoria de Melhor Romance em 2022. 

## Enredo
Uma mãe jovem luta para ter um lugar na vida da filha! 
Depois de 5 anos presa por um erro trágico, Kenna Rowan volta à cidade onde tudo correu mal na esperança de se reunir com a sua filha de 4 anos. Mas as relações que Kenna destruiu parecem ser impossíveis de recuperar. Todos os que pertencem à vida da sua filha estão determinados a afastar Kenna e não importa o quanto ela tenta provar que está mudada! 
A única pessoa que não lhe virou completamente as costas é Ledger Ward, dono de um bar e uma das últimas ligações de Kenna e a sua filha. Mas se alguém descobrir que Ledger está-se a tornar uma parte importante na vida de Kenna, estes podem correr o risco de perder a confiança de todos os que lhes são importantes. 
Ledger e Kenna formam uma relação apesar da pressão que os rodeia mas à medida que o amor cresce, o risco também. 
Kenna tem de conseguir se absolver dos erros do passado para conseguir construir uma vida futura baseada na esperança e na cura. 

## Edições
Esta obra tem traduções em português, alemão, espanhol, polonês, romeno, holandês, búlgaro, sueco, dinamarquês, ucraniano, tcheco, árabe, persa, greg
o, eslovaco, estoniano, turco, croata, norueguês, sérvio, hebraico, húngaro, russo, esloveno, francês e macedônio.